# Akysis fontaneus
Akysis fontaneus — вид риб з роду Akysis родини Akysidae ряду сомоподібні. Видова назва походить від латинського слова fontaneus, тобто «з джерела»

## Опис
Загальна довжина сягає 2,3 см голова сплощена, середина морди опукла, що утворює своєрідний крутий нахил до кінчика морди. Очі невеличкі, відстань між ними становить 42,3 % довжини голови. Є 4 пари помірної довжини вусів. Тулуб подовжений, з низькою спиною. Скелет складається з 33 хребців. У спинному плавці є 1 колючий і 5 м'яких променів, в анальному 3 колючих і 7 м'яких променів. Жировий плавець становить 18,7 % загальної довжини тіла. Грудні плавці помірної довжини, не досягає черевних плавців. На задньому краї грудного шипа є 4 великих одонтоди (шкіряні зубчика). Самці мають коротші черевні плавники і опуклий статевий сосочок. Хвостовий плавець слабко виїмчастий.
Майже усе тіло темно-коричневе з жовто-коричневими просвітами на кінчику рила, подекуди на спині, череві і на хвостовому стеблі. Спинні плавці темного кольору. Половина хвостового плавника також темна.

## Спосіб життя
Є бентопелагічною рибою. Зустрічається в невеликих річках з швидкою течією на кам'янистих або піщано-кам'янистих ґрунтах. Тримається біля великих каменюк. Під ними відсиджується в денний час, але може і зариватися в пісок повністю. Активний в темний час. Живиться дрібними водними безхребетними, переважно ракоподібними.
Нерест груповий (1 самиця й декілька самців), з переважанням самців над ґрунтом.

## Розповсюдження
Мешкає в басейні річки Батанґгарі (центральна частина о. Суматра, Індонезія).